# Manuel Robles Pezuela
Manuel Robles Pezuela né le 23 mai 1817 à Guanajuato, Guanajuato, Mexique et mort le 23 mars 1862 à Serdán, Puebla, Mexique, est un homme d'État. Il est Président du gouvernement conservateur durant la Guerre de Réforme,.